# Sebastapistes mauritiana
Sebastapistes mauritiana är en fiskart som först beskrevs av Cuvier 1829.  Sebastapistes mauritiana ingår i släktet Sebastapistes och familjen Scorpaenidae. Inga underarter finns listade i Catalogue of Life.